# The Real Housewives van het Zuiden
The Real Housewives van het Zuiden (afgekort RHVHZ) is een Nederlandse realityserie over het leven van acht verschillende 'high society' huisvrouwen uit het zuiden van het land, omgeving van Noord-Brabant en Limburg. De serie startte in het voorjaar van 2025 op Videoland.
De serie is na The Real Housewives of Amsterdam de tweede Nederlandse spin-off, nadat er wereldwijd al verschillende series binnen de "The Real Housewives"-franchise zijn gemaakt. Het Real Housewives-format komt oorspronkelijk uit de Verenigde Staten, met de eerste versie in 2006 opgenomen in Orange County. Daarna volgden edities in onder andere New York, Atlanta en Beverly Hills. Maar ook andere landen maakten eigen versies van de show.

## Productie
Na het succes van The Real Housewives of Amsterdam besloot de producent om te kijken welke steden nog meer interessant waren voor een eigen show. De producent kwam met aantal interessante vrouwen in contact in Noord-Brabant, maar ze waren allemaal niet afkomstig uit dezelfde stad. Vandaar werd er besloten de titel aan te passen naar een gebied in plaats van stad.
Er werd in begin 2024 een pilot opgenomen waarbij Ramona Koonings, Nathellie Holzken en Dagmar Pijnappels als de drie grote namen werden genoemd. De show had toen nog als titel The Real Housewives of Brabant. Na de pilot bleef het stil rondom de show en werd op 2 oktober 2024 bekendgemaakt dat de show doorging, waarbij Nathellie Holzken en Dagmar Pijnappels niet meer mee zouden doen en de titel was aangepast naar The Real Housewives van het Zuiden in verband met het feit dat door de verschuiving van de vrouwen nu ook enkele vrouwen uit Limburg meedoen. Daarnaast was oorspronkelijk de bedoeling dat Marjan Strijbosch als "Friend of de show" zou meedoen tijdens het eerste seizoen, maar door onverwachte wendingen in het verhaal, de onderlinge relaties werd zij op aandringen van de Engelse producers later toegevoegd aan de vaste cast. Hierdoor is zij tijdens de eerste twee afleveringen wat minder tot niet aanwezig tijdens de groepsactiviteiten.
Het eerste seizoen werd opgenomen vanaf juni 2024 tot en met januari 2025. De reünie werd 30 april opgenomen en werd net zoals de Amsterdamse versie gepresenteerd door Carlo Boszhard. Tijdens de laatste reguliere aflevering op 30 mei werd bekend gemaakt dat er een tweede seizoen komt. Strijbosch werd als eerste meteen bekend gemaakt dat zij mee doet aan het tweede seizoen.

## Format
De serie focust zich op de levens van acht, upper-class, verschillende vrouwen wonend in de provincie Limburg en Noord-Brabant. De vrouwen zijn relatief welvarend en reeds volwassen met eigen carrière. De serie laat hun eigen individuele levens zien, zowel op persoonlijk als op professioneel vlak, maar ook de sociale interacties onderling. Afleveringen werken als hoogtepunt vaak toe naar een zogeheten "tent-pole" activiteit, waar alle hoofdpersonages bij aanwezig zijn. Dit is meestal een verjaardag, een groepsdiner of een event. Daarnaast is een vast onderdeel van het format ook een "girls trip", een groepsreis naar het buitenland waarop alle hoofdpersonages meegaan.
De franchise wordt beschreven als "docu-soap", ofwel een realityserie met invloeden uit het soap-genre. Er wordt in dit format geen gebruikgemaakt van een voice-over, de scènes worden aan elkaar verbonden door quotes van de hoofdpersonages zelf. Deze worden opgenomen in zogeheten "confessions", hier wordt vaker dieper ingegaan op wat de hoofdpersonages bedoelden met wat ze deden of zeiden. Daarnaast reageren ze hier ook op uitspraken en houdingen van elkaar en de overige karakters in de serie.
De serie sluit af met één reünie-aflevering, waarbij de hoofdpersonages weer samenkomen en de gebeurtenissen van het seizoen en daarbuiten bespreken. In tegenstelling tot de overige afleveringen, heeft deze laatste aflevering een presentator.

## Cast
- Annu Bachu (16 februari 1981)
- Lizbeth van den Boogaart (22 februari 1981)
- Petrouschka Dahmen (6 september 1988)
- Estelle Hanneman (26 augustus 1988)
- Ramona Koonings (24 mei 1981)
- Chayenne Muller (16 oktober 1991)
- Brigitte Schepers (2 juni 1965)
- Marjan Strijbosch (24 mei 1947)

Overzicht
| Annu Bachu               | Hoofdrol | Hoofdrol |
| Marjan Strijbosch        | Hoofdrol | Hoofdrol |
| Chayenne Muller          | Hoofdrol | Hoofdrol |
| Estelle Hanneman         | Hoofdrol | Hoofdrol |
| Lizbeth van den Boogaart | Hoofdrol | Hoofdrol |
| Petrouschka Dahmen       | Hoofdrol | Hoofdrol |
| Ramona Koonings          | Hoofdrol | Hoofdrol |
| Brigitte Schepers        | Hoofdrol | Hoofdrol |

## Taglines
Annu"In een wereld vol goedkope wijnen, ben ik de kostbare champagne."
Marjan"In het zuiden wordt er altijd over mij gesproken, en zo hoort het ook."
Chayenne"In de keiharde zakenwereld sta ik m'n mannetje, maar wel op high-heels."
Estelle"Klasse kun je niet kopen, maar gelukkig ben ik ermee geboren."
Liz"Ook al ben ik klein van stuk, om m'n Mexicaanse temperament kan niemand heen."
Petrouschka"Ik ben zoals mijn dieren: exotisch en niet te temmen."
Ramona"M'n leven is een sprookje en dat maakt mij de koningin."
Brigitte"Wie denkt dat m'n beroep spannend is, die kent m'n karakter nog niet."
| Petrouschka Dahmen | Chayenne Muller | Marjan Strijbosch | Brigitte Schepers | Lizbeth van den Boogaart | Ramona Koonings | Annu Bachu | Estelle Hanneman |

## Afleveringen
| Nr. | Titel                                                      | Datum         |
| --- | ---------------------------------------------------------- | ------------- |
| 1 | Ik heb een bodyguard, ja                                   | 18 april 2025 |
| Chayenne nodigt haar vriendinnen uit voor een benefietgala, waarvan enkele een plus-one meenemen. Wanneer de vrouwen elkaar allemaal leren kennen levert dat bijzondere reacties op. Wanneer Brigitte en Annu op huizenjacht gaan, komt Brigitte oog-in-oog te staan met haar rivaal Marjan. |                                                            |               |
| 2 | Wie is hier de golddigger?                                 | 18 april 2025 |
| Liz organiseert een Mexicaanse party om de vrouwen allemaal beter te leren kennen, maar tijdens een vragenronde krijgen enkele het voor het kiezen. Als de vrouwen allemaal op de uitnodiging ingaan van Marjan, blijken Ramona en Marjan beiden een ander herinnering te hebben aan Marjans bruiloft.                                                                                           |                                                            |               |
| 3 | Praat niet over dingen waar je geen weet van hebt          | 25 april 2025 |
| De dames bereiden zich voor op een sprookjesachtig feest ter ere van de vijftigste verjaardag van Estelles echtgenoot. Terwijl de voorbereidingen in volle gang zijn, ontvangt Brigitte een spraakbericht van haar ‘rivaal’ Marjan, wat leidt tot spanningen en confrontaties binnen de groep.                                                                                                   |                                                            |               |
| 4 | Al die grijze muizen die oordelen, weet je hoe dom dat is? | 2 mei 2025    |
| Marjan hoort nu echt bij de cast. Tijdens het diner loopt de spanning hoog op wanneer Chayenne een opmerking maakt over de hond van Brigitte, wat bij Brigitte bijzonder slecht valt. Erbarstige emoties komen boven en gesprekken nemen verrassende wending. |                                                            |               |
| 5 | Ze heeft me k*twijf genoemd!                               | 9 mei 2025    |
| Na een rumoerig slaapfeestje ontwaken de dames met spanningen in de lucht. Tijdens het ontbijt probeert iedereen de sfeer te redden, maar het escaleert snel. Chayenne noemt Brigitte een kutwijf, wat de bom doet barsten. Brigitte is woedend, de rest is geschokt. Wat een gezellige ochtend had moeten zijn, verandert in een regelrecht drama.                                              |                                                            |               |
| 6 | Champagne streken in Reims                                 | 16 mei 2025   |
| In Reims probeert Annu haar band met Brigitte te herstellen, maar dat loopt stroef. Ondertussen zaait Marjan twijfel over Chayenne’s rijkdom, wat de groep verdeelt. Wat een glamoureus champagnereisje moest zijn, eindigt in spanning en wantrouwen. |                                                            |               |
| 7 | Ik ga nu weg, want dit komt niet goed                      | 23 mei 2025   |
| Tijdens een luxe lunch in Château Neercanne escaleert de spanning tussen Brigitte en Annu als Brigitte haar confronteert over beschuldigingen over ‘agressief aanraken’. Annu verlaat boos de tafel om verdere escalatie te voorkomen, maar keert later terug—en ondanks woordenwisselingen sluiten de dames de aflevering met een onverwachte omhelzing.                                        |                                                            |               |
| 8 | Champagne-gate: de finale                                  | 30 mei 2025   |
| Ramona heeft haar sprookjeskasteel in gereedheid gebracht voor de grote finale. Wat begint als een glamoureuze afsluiting met champagne, verandert al snel in een explosief drama wanneer Brigitte het cadeau van Annu – een speciaal flesje – flink bekritiseert. Die vermeende belediging leidt tot “champagne-gate”: het moment waarop de hele groep zich afvraagt wat écht de bedoeling was. |                                                            |               |
| 9 | De reünie                                                  | 6 juni 2025   |
| Tijdens de reünie blikken de dames met Carlo Boszhard terug op alle ruzies, vriendschappen en drama’s van het seizoen. Oude wonden worden opengereten, vooral tussen Marjan en Brigitte, en niet iedereen verlaat de tafel als vriendinnen. |                                                            |               |